# هارولد شو
هارولد شو (بالإنجليزية: Harold M. Shaw)‏ هو مخرج وممثل أمريكي، ولد في 3 نوفمبر 1877 في الولايات المتحدة، وتوفي في 30 يناير 1926 بلوس أنجلوس في الولايات المتحدة بسبب حادث مرور.

## وصلات خارجية
- هارولد شو على موقع IMDb (الإنجليزية)
- هارولد شو على موقع أول موفي (الإنجليزية)
- هارولد شو على موقع قاعدة بيانات برودواي على الإنترنت (الإنجليزية)
- هارولد شو على موقع قاعدة بيانات الأفلام السويدية (السويدية)
- هارولد شو على موقع قاعدة بيانات الفيلم (الإنجليزية)
- هارولد شو على موقع كينوبويسك (الروسية)